# グスタフ・キルヒホフ

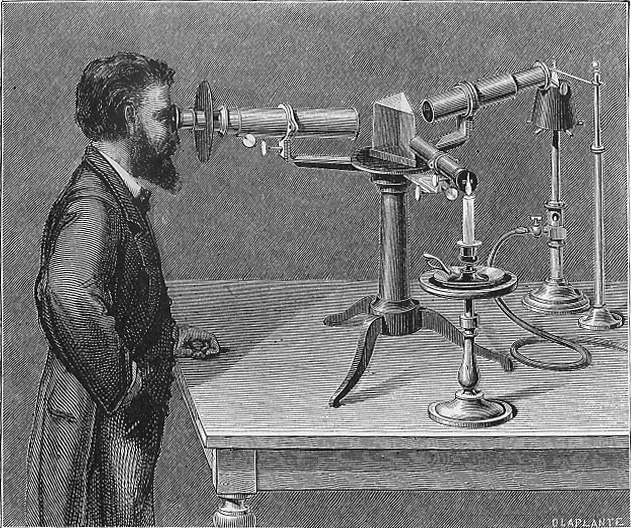
分光器を使っているキルヒホフ

グスタフ・ロベルト・キルヒホフ（Gustav Robert Kirchhoff、1824年3月12日 - 1887年10月17日）は、プロイセン（現在のロシアのカリーニングラード州）生まれの物理学者。キルヒホフはドイツ語読みであり、英語読みではカーチョフとなる。電気回路におけるキルヒホッフの法則、放射エネルギーについてのキルヒホッフの法則、反応熱についてのキルヒホッフの法則は、どれも彼によってまとめられた法則である。

## 人物
グスタフ・キルヒホフは1824年、ケーニヒスベルク（現在のカリーニングラード）で生まれた。ケーニヒスベルクにあるケーニヒスベルク大学で学び、1850年にブレスラウ大学員外教授に就任した。
学生時代にオームの法則を拡張した電気法則を提唱。1849年に電気回路におけるキルヒホフの法則として纏め上げた。この法則は電気工学において広く応用されている。
1859年、黒体放射におけるキルヒホフの放射法則を発見した。
ロベルト・ブンゼンとともに、分光学研究に取り組み、セシウムとルビジウムを発見した。フラウンホーファーが発見した太陽光スペクトルの暗線（フラウンホーファー線）がナトリウムのスペクトルと同じ位置に見られることを明らかにし、分光学的方法により太陽の構成元素を同定できることを示した。
このほか音響学、弾性論に関しても研究を行った。

## 年表
- 1824年 - ケーニヒスベルクにて誕生
- 1849年 - 電気回路におけるキルヒホッフの法則をまとめる
- 1850年 - ブレスラウ大学員外教授
- 1854年 - ハイデルベルク大学教授
- 1859年 - キルヒホフの放射法則を発表
- 1860年 - ブンゼンとともにセシウムを発見
- 1860年 - フラウンホーファー線が、元素による吸収スペクトルであることを示す
- 1861年 - ブンゼンとともにルビジウムを発見
- 1862年 - イギリス王立協会、ランフォード・メダルを受賞
- 1875年 - ベルリン大学教授、王立協会フェロー[2]
- 1876年 - コテニウス・メダルを受賞
- 1887年 - ベルリンにて死去